# Собор святих Петра і Павла (Мінськ)
Собор святих апостолів Петра і Павла (біл. Царква Сьвятых Апосталаў Пятра і Паўла) — чинний собор у Мінську.

## Історія собору

### XVII століття
У 1609 році після долучення мінських архімандритів до уніі православні міщани, що належали до знатних родів з благословення патріарха єрусалимського Феофана об'єдналися в братство в ім'я святого Івана Хрестителя і вирішили заснувати в місті чоловічий Петро-Павлівський монастир. У 1611—1612 роках православне братство при Свято-Петро-Павлівському монастирі, на кошти 52 жителів і православної шляхти Мінського воєводства на чолі з Олександром Огінським, розпочали будівництво кам'яної церкви і монастиря.
Ділянка для будівництва монастиря, що «аж до озера річки Свіслочі прилягла» була подарована «на вічні часи» 23 листопада 1611 року з дозволу короля і великого князя Сигізмунда Вази княгинею Авдотьєю Григорівною Друцькою-Горською (вдовою Богдана Статкевича). Будівництво монастиря благословив в 1620 році київський митрополит Йов Борецький, а в 1635 р. — київський митрополит Петро Могила. З благословення настоятеля архімандрита Леонтія Карповича в будівництві брали участь кілька ченців Свято-Духівського монастиря, які залишилися в православ'ї. Один з них, ігумен Павло Дамжава — керував будівництвом. Меценатами монастиря були протестанти Януш Радзівіл, Мартин Валадкович і Ян Огінський; у 1635 році 
Микола Григорович Дераваед пожертвував собору майно, у 1620 році княжна Анна Тишкевич — гроші.
У 1624 р київський митрополит Петро Могила видав грамоту з благословенням на відкриття при соборі жіночого монастиря. При монастирі існувало братство в ім'я святого Івана Хрестителя, зусиллями якого було відкрито друкарню, школу, лікарню. Монастир був приписаний до Віленського Свято-Духівського монастиря, який знаходився в юрисдикції Константинопольського патріарха. У свою чергу мінському монастирю підпорядковувалися монастирі Свято-Троїцький в Прилуках, Свято-Вознесенський в Логойську і Спасо-Преображенський жіночий в Мінську.
Протягом майже двох століть монастир був оплотом православ'я в місті, був широко відомий серед церковної ієрархії. У 1635 році його відвідав Петро Могила, в 1670-і рр. — Македонський митрополит Софроній Гелепонас.

### XVIII століття
У 2-ій половині 18 ст. монастир занепав, значно постраждав від пожежі (обвалилися склепіння собору, відлупився настінний живопис). У 1766 р братія монастиря складалася з ігумена, 2 ченців і 2 послушників. Після останнього поділу Речі Посполитої церква реконструйована «від щедрот» російської імператриці Катерини II і за її бажанням було переосвячена до Катерининської і якийсь час була кафедральною (також відома під назвою «Жовта»), а монастир переведений в будівлі скасованого василіанського Свято-Духівського монастиря. Свято-Катерининська церква була наділена статусом кафедрального собору створеної в 1793 році Мінської єпархії.

### XIX століття
Але в 1799 році, зважаючи на те, що собор знаходився на північно-західній околиці міста, згідно з благословенням архієпископа Мінського Йова (Потьомкіна) перетворений в парафіяльну церкву і тільки в 1844 року знову зведений у міський собор. У 1812 році собор розграбували французи і зробили в ньому лазарет. Відновлений в 1813 році, в 1850 р перебудований. Найістотніша реконструкція відбулася після повстання 1863—1864 років: У 1870—1872 гг. з благословення єпископа Олександра Добриніна на казенні кошти капітально перебудований: зведені купол над шатровим дахом центрального 4-гранного барабану, на головному фасаді надбудовано згідно «древніх зразків» бічні шатрові вежі, встановлений новий іконостас, заново розмальовані стіни. Відновлений собор освячений 26 лютого 1872 р червні 1881 року сталася пожежа. У 1898 році побудована 2-класна жіноча церковно-парафіяльна школа. До мінського собору були приписані Свято-Покровська церква в Крупці, церква святої Марії-Магдалини на Сторожевському кладовищі в Мінську, Свято-Іллінська каплиця в Цні й церква Святого Івана Предтечі у Великій Слеп'янці.

### XX століття

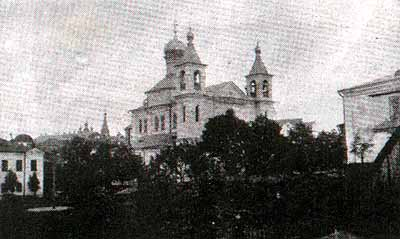
Так виглядав собор у 1900 г.

У 1913 при соборі налічувалося 5698 прихожан, службу правили настоятель, 3 священика, диякон і 4 псаломщики. За радянських часів церкву закрили, в ній розмістили рибний склад. 7 грудня 1941 році собор знову освячено архієпископом Філофея (Нарко), відкритий для богослужінь, діяли двомісячні пастирські курси. Пошкоджений в роки Німецько-радянської війни. Після війни її використовували під житло. Потім в церковній будівлі були розміщені Архів науково-технічної документації БРСР і Архів-музей літератури і мистецтва БРСР. У 1972—1979 рр. церква частково реставрована (архітектор А. І. Курто) з відновленням вигляду собору станом на 17-18 ст.
У1991 р переданий віруючим. При церкві діє Білоруське православне братство Трьох Віленських мучеників. Після повернення собору православній єпархії його відновлення триває. Реставраторами виявлені метричний модуль споруди і 4 шари монументальних стінних розписів в інтер'єрі. Однак археологічні дослідження не виявили ніяких слідів посилення стовпів підкупольного квадрата, а це значить, що церква спочатку була чистою тринавною базилікою, без трансепта і купола. Тому думка архітектора-реставратора Г. Лаврецький, що при її зведенні був «використаний той же планувальний прийом, що і в пам'ятниках Могильова — Микільської і Богоявленської церкви» (надбудований купол), не відповідає дійсності. Простір інтер'єру 6 потужними пілонами розділена на 3 нави, центральна з яких перекрита циліндричним склепінням, бічні — хрестовими. Спочатку в соборі були 3 престоли: головний в ім'я святих Петра і Павла, правий — Предтечі і Хрестителя Іоанна, лівий — архістратига Михаїла. У 1817 році освячений правий боковий вівтар в ім'я святого Миколая, в 1871 році — лівий в ім'я святого Михайла.

## Фрески

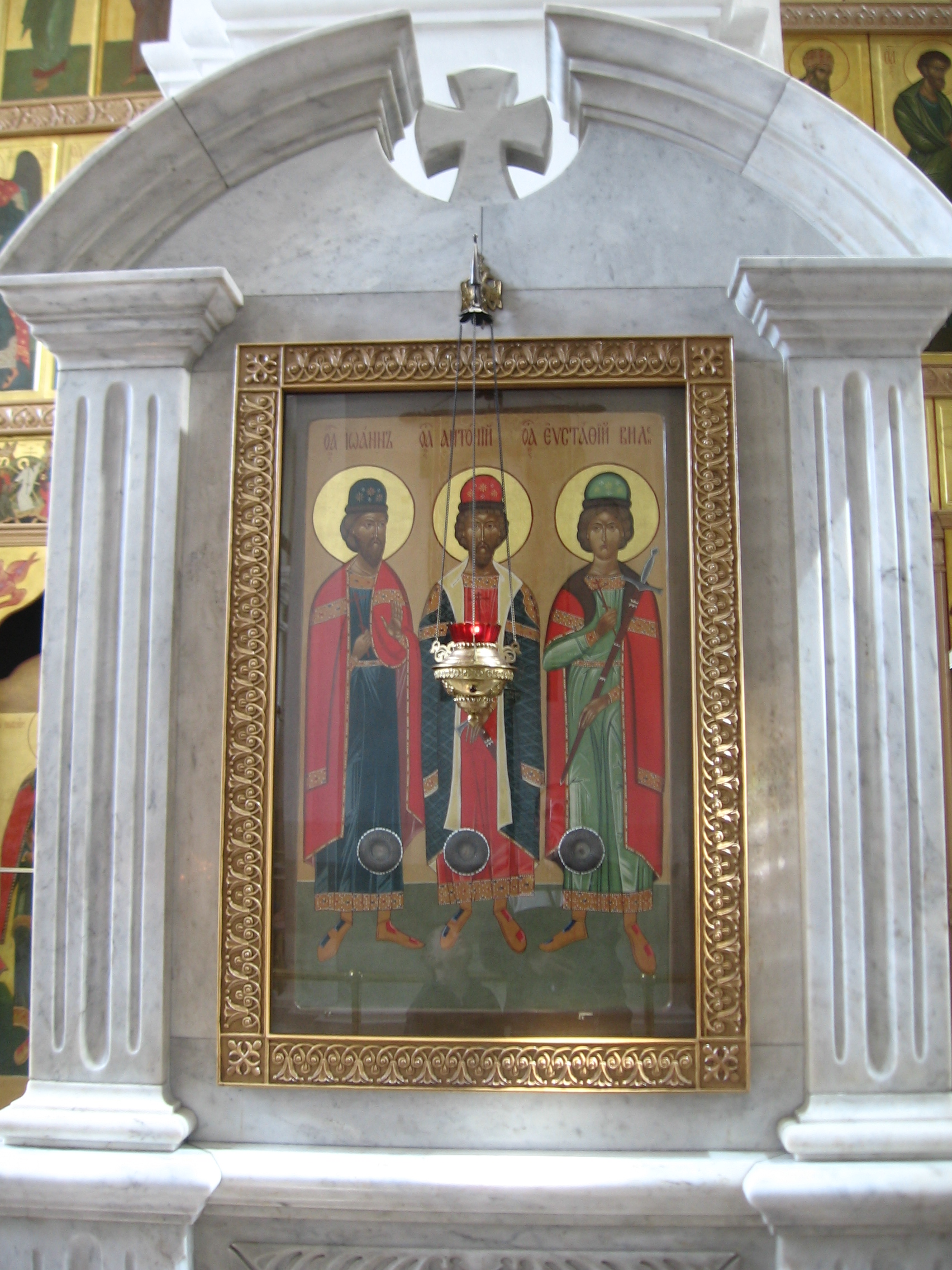
Ікона Віленських мучеників у соборі

У 1871 р інтер'єр покритий  фресковим живописом: в апсиді — «Захоплення Ісуса Христа воїнами в саду», «Несення хреста», «Святий Григорій Богослов», «Іван Златоуст», «Святі апостоли Петро і Павло»; на стінах, стовпах і арках були зображення: «Нагірна проповідь», «Благословення дітей», «Святий апостол Андрій Первозванний», «Святий Василій Великий», «Годівля народу п'ятьма хлібами і двома рибами», «Чудо Ісуса Христа в Кані Галійській», євангелістів Іоанна, Луки, Матвія і Марка, святих апостолів Іоанна, сина Якова, Фоми, Філіпа, Олени, святителя Миколи Чудотворця. Апсиду виділяв дерев'яний 5-ярусний з позолоченим декором іконостас (створений новий). У дні святкування 200-річчя Мінської єпархії в 1993 року в соборі урочисто внесені ікона Трьох Віленських мучеників Антонія, Іоанна та Євстафія з частиною їх мощей з крипти Віленського Свято-Духівського собору.

## Літаратура
- Габрусь Т. В. Мураваныя харалы. — Мн.: «Ураджай», 2001;
- Кулагін А. М. Праваслаўныя храмы на Беларусі. — Мн.: Беларуская Энцыклапедыя, 2001;
- Горбік С. Хто гаспадар храма?: [З гісторыі Петрапаўл. царквы на Нямізе ў Мінску, 1612—1614] // ЛіМ (Мінск). 1992. 10 ліп.(N 28). С. 15.